# Percival Wise
Percival Kinnear Wise (* 17. April 1885 in Hongkong; † 7. Juni 1968 in Aldeburgh) war ein britischer Polospieler und Offizier.

## Erfolge
Wise wurde in Hongkong geboren, wo sein Vater Richter am Obersten Gerichtshof war. Bei den Olympischen Spielen 1924 in Paris gehörte Percival Wise zur britischen Polomannschaft, die außerdem aus Frederick W. Barrett, Denis Bingham und Freddie Guest bestand. Die Briten besiegten Spanien und Frankreich, hatten gegen Argentinien und die Vereinigten Staaten aber das Nachsehen, sodass sie den Wettbewerb auf dem dritten Platz beendeten und die Bronzemedaille gewannen.
1903 wurde Wise, der im Militär Karriere machte, den Seaforth Highlanders zugeteilt. Anschließend wurde er ins Wiltshire Regiment verlegt und danach zur 33rd Queen Victoria's Own Light Cavalry der Britisch-Indischen Armee versetzt. Schließlich trat er dem Royal Flying Corps bei. Für seine Verdienste im Ersten Weltkrieg erhielt Wise den Distinguished Service Order und wurde zum Companion des Order of St Michael and St George ernannt. Er stieg zunächst zum Wing Commander und anschließend zum Group Captain bei der Royal Air Force auf. Er diente auch im Zweiten Weltkrieg.